# Parafia Świętego Krzyża we Wrześni
Parafia Świętego Krzyża we Wrześni – rzymskokatolicka parafia we Wrześni, leżąca w granicach dekanatu wrzesińskiego I, w archidiecezji gnieźnieńskiej.

## Historia parafii
Drewniany kościół Świętego Krzyża został wzniesiony już w 1696. Do 1966 kościół miał status kaplicy publicznej czyli dostępnej dla wszystkich wiernych. W 1966 kaplica podniesiona została do rangi kościoła pomocniczego, natomiast dekretem księdza prymasa Stefana Wyszyńskiego w 1975 powołana została jako nowa parafia. Kościół pomocniczy Świętego Krzyża uzyskał wówczas prawa parafialne przysługujące mu do dziś, mimo wybudowania w latach 1982–1985 nowego, murowanego kościoła św. Józefa.

## Proboszczowie
- ks. Józef Wronka (1973–2003)
- ks. Czesław Kroll (2003–2023)
- ks. Artur Janowicz (od 2023)

## Dokumenty
Księgi metrykalne:
- ochrzczonych od 1975
- małżeństw od 1975
- zmarłych od 1975

## Grupy parafialne
- Żywy różaniec mężczyzn i kobiet,
- Stowarzyszenie Wspierania Powołań Kapłańskich,
- Krąg Biblijny,
- Stowarzyszenie Rodzin Katolickich,
- Katolickie Stowarzyszenie Kolejarzy Polskich,
- Psary Polskie,
- Parafialny Zespół Caritas[2].